# Naturally 7

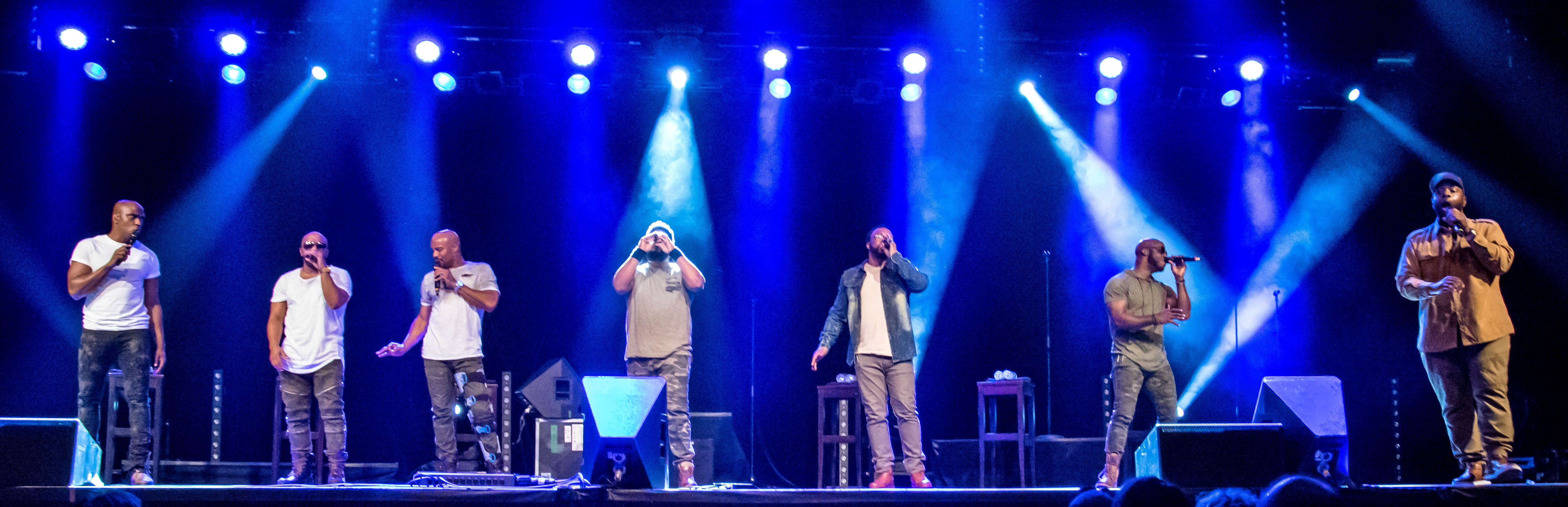
Naturally 7 Zelt-Musik-Festival w roku 2018 we Fryburgu Bryzgowijskim, Niemcy

Naturally 7 – nowojorska grupa muzyczna wykonująca utwory Vocal Play. Śpiewają R&B z intensywnym wykorzystaniem beatboxu - wszystkie dźwięki są wykonywane głosem, bez użycia jakichkolwiek instrumentów. Skład zespołu zmieniał się znacząco na przestrzeni czasu. Najbardziej istotne było odejście Jamala Reeda w 2010 roku, którego w składzie Naturally 7 zastąpił Polo Cummings.
Stali się małą internetową sensacją po tym jak na YouTube pojawiło się video z coverem In the Air Tonight Phila Collinsa wykonanym przez nich w paryskim metrze.
Wystąpili w Polsce 23 kwietnia 2012 w Ergo Arenie w Gdańsku, 4 listopada 2014 na Arenie Kraków jako support koncertu Michaela Bublé'a, oraz 13 sierpnia 2016 roku podczas Solidarity Of Arts w Gdańsku.

## Dyskografia
- Non-Fiction (2000)
- What Is It (2003)
- Ready II Fly (2006)
- Wall of Sound (2009)
- Vocal Play (2010)
- Live (2012)
- Hidden in Plain Sight (2015)

## Styl
Cytat z profilu na MySpace:

(...) wanting to be unique they abandoned the Acappella label and set out to develope a new sound that they now call 'VOCAL PLAY'. What is the difference? Acappella is defined as singing without instruments. VOCAL PLAY is singing AS INSTRUMENTS, becoming an instrument with the voice.

(...) chcąc być unikalnymi odrzucili metkę "a cappella" i postanowili rozwinąć nowe brzmienie które nazwali "grą wokalu". Jaka to różnica? "A cappella" z definicji jest śpiewem bez instrumentów. "Gra wokalu" to śpiewanie jako instrumenty, stając się instrumentami dzięki głosom.